# 异美汀
异美汀是一种含氮有机化合物，分子式C9H19N，结构上为不饱和的脂肪族仲胺，可作为拟交感神经药，为治疗偏頭痛开发。